# Куно IV фон Райфенберг
Куно IV фон Райфенберг (на немски: Cuno IV. von Reiffenberg; † 1368/1370) от рицарския род Райфенберг от Вестервалд и Таунус е ландграф в Елзас.
Той е син на Куно IIII фон Райфенберг († 1294 – 1300) и съпругата му Щиле († сл. 1300); или на Готфрид фон Райфенберг († 1321) и Елизабет Байер фон Найсен († сл. 1305).. Внук е на Куно II фон Райфенберг († 1300 – 1309) и Ютта Шпехт фон Диц.
Резиденцията на фамилията Райфенберг е построеният ок. 1215 г. замък Райфенберг в Хесен.

## Фамилия
Куно фон Райфенберг се жени за рауграфиня Лорета фон Щолценберг (* ок. 1280 в Щолценберг, Бавария; † 1350), вдовица на Ото I фон Боланден († 1327), дъщеря на рауграф Георг I фон Щолценберг, фогт в Шпайергау († 1309), и Маргарета фон Даун († 1307), сестрата на Вирих II фон Даун († 1299). Те имат децата:
- Лорета фон Райфенберг († сл. 1367), омъжена за рицар Франк VIII фон Кронберг († между 4 януари и 31 март 1378)
- Куно фон Райфенберг († 1407), женен за фон Хоенщайн
- Фридрих фон Райфенберг († сл. 1395), женен за Мария фон Швалбах